# Аніяла
А́ніяла (ест. Anijala küla) — село в Естонії, у волості Ляене-Сааре повіту Сааремаа.

## Населення
Чисельність населення на 31 грудня 2011 року становила 21 особу.

## Географія
Поблизу села проходить автошлях 101 (Тиллі — Мустьяла — Таґаранна).

## Історія
До 12 грудня 2014 року село входило до складу волості Каарма.

## Пам'ятки
У селі зберігається реставрований голландський млин, побудований у 1901 році.

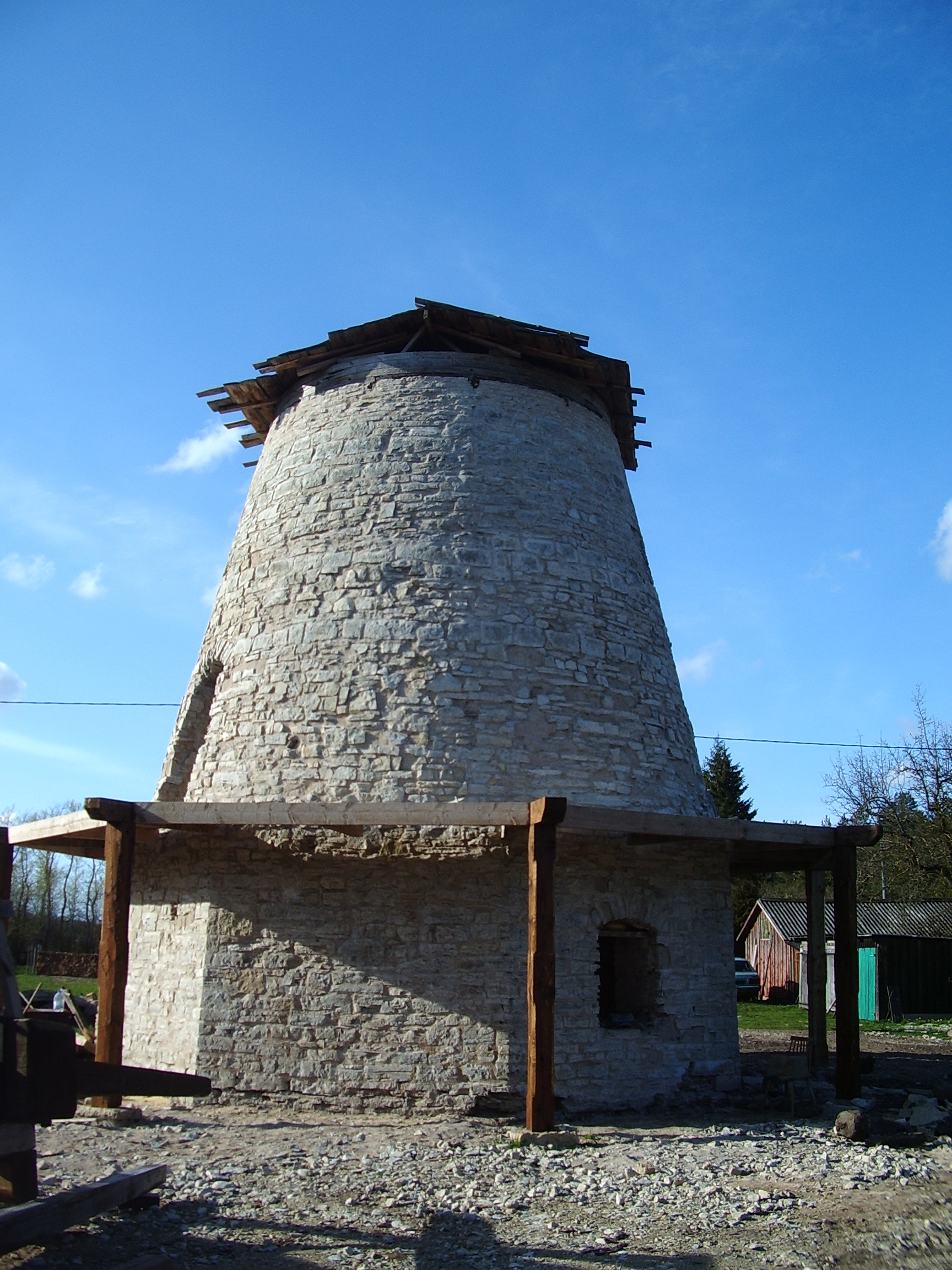
Реставрований млин